# Polia thompsoni
Polia thompsoni är en fjärilsart som beskrevs av Arkle 1904. Polia thompsoni ingår i släktet Polia och familjen nattflyn. Inga underarter finns listade i Catalogue of Life.